# 살리실산 메틸
살리실산메틸(Methyl salicylate)은 살리실산의 에스테르화 반응에 의해 생성된 살리실산메틸은 소염 - 진통제로 이용되고, 아세틸살리실산(아스피린)은 진통 - 해열제로 이용된다. 살리실산메틸과 아세틸살리실산은 모두 진통 작용을 하지만, 가수 분해가 일어날 경우 살리실산메틸은 인체에 해로운 메탄올이 생성되므로 먹는 약으로는 이용하지 않는다.